# جون ويليام جونز
جون ويليام جونز (بالإنجليزية: John William Jones) هو سياسي أمريكي، ولد في 14 أبريل 1806 في الولايات المتحدة، وتوفي بنفس المكان في 27 أبريل 1871. حزبياً، نشط في حزب اليمين. انتخب عضو مجلس نواب جورجيا وانتخب عضو مجلس النواب الأمريكي.